# Monetario clásico de la República Oriental del Uruguay
El Monetario Clásico de la República Oriental del Uruguay comprende las acuñaciones realizadas por la República Oriental del Uruguay entre los años 1840 y 1855 en territorio nacional. Estas acuñaciones fueron realizadas completamente dentro de la ciudad de Montevideo, primero en el "Taller y Armería Jouve" propiedad de un artesano de origen francés llamado Agustín Jouve y posteriormente en la Casa de Moneda de Montevideo o Casa de Moneda Nacional que se creara a tales efectos. 
Este período en la numismática uruguaya se desarrolló inmerso en un contexto histórico lleno de problemas económicos, un monetario inexistente, una economía prácticamente en caos y una guerra civil que durara años (la Guerra Grande).
A pesar de estas dificultades se realizaron varios intentos de acuñación de una moneda que llevara signos nacionales y que fuera capaz de terminar con el caos imperante, dado que hasta ese momento circulaba el monetario de todos los diferentes regímenes que habían ejercido poder en el territorio: la Corona de España, la de Portugal, El Imperio Británico, las Provincias Unidas del Río de la Plata y, por último, el Imperio del Brasil.
Se llega así a la primera acuñación de monedas nacionales en 1839, realizadas en el taller del grabador Agustín Jouve, siguiéndoles las series acuñadas en la Casa de Moneda de Montevideo hasta el año 1855, fecha a partir de la cual, se comienza a acuñar en Casas de Monedas del exterior culminando entonces el período clásico de la numismática uruguaya. En este período se emitieron monedas magníficas, destacándose entre ellas el Peso del Sitio y el Sol de cabellera, actualmente todas ellas son piezas de museo, o forman parte de las colecciones más importantes del país siendo cada una de ellas muy codiciadas por los coleccionistas

## Contexto histórico
Desde el nacimiento de la nueva República, el 27 de agosto de 1828, hubo varios intentos de creación de un sistema monetario que solucionara el problema de las monedas circulantes en el territorio y definieran un monetario nacional con signos nacionales. Sin embargo, las dificultades económicas de la época y la situación social que encontró el nuevo Estado hicieron casi imposible la instalación de una política económico-monetaria que terminara con las dificultades que tenía a diario el comercio.
Lograda la independencia, el Gobierno provisorio del General José Rondeau (4 de octubre de 1828) no tomó ninguna medida monetaria y permitió la circulación de todos los monetarios existentes en el país a la fecha de asunción.
Las primeras decisiones referentes al aspecto monetario fueron tomadas en 1829, año en el cual se prohíbe la introducción en el territorio de la República de toda moneda de cobre procedente del extranjero. No obstante, los monetarios de metales preciosos (oro y plata) continuaron circulando hasta 1893 (aceptadas hasta entonces por su valor intrínseco), fecha en que se prohíbe definitivamente la circulación de las mismas.
Con la asunción del primer Presidente Constitucional de la República, el General Fructuoso Rivera, se siguen tomando importantes medidas, ordenando en 1831 el retiro de toda moneda de cobre extranjera. Producto de estas medidas la plaza sufre una grave carencia de monedas de cambio, por lo que el gobierno se abocó a la búsqueda de una rápida solución para poder abastecer las necesidades del comercio. Se llega entonces a una solución a esta situación por medio de la ley del 14 de marzo de 1831 que dispone la emisión de la moneda conocida como "Décimos de la ciudad de Buenos Aires" por la mitad de su valor escrito. Estas monedas con valor de un décimo de real fueron las primeras monedas emitidas por la República Oriental del Uruguay.
Estas medidas no fueron suficientes para paliar la situación de escasez, a pesar de que el número de monedas emitidas fue considerable (2 millones), y llevaron al Gobierno a tomar nuevas medidas en el año 1839 por medio de la ley del N.º 208 del 20 de junio. Esta ley crea un nuevo sistema monetario en el cual el Peso o Patacón queda dividido en 8 reales y cada uno de ellos en cien centésimos (sistema que durará hasta 1862) y autoriza la emisión de monedas de 5 y 20 centésimos (por un monto de $ 20.000). Estas Monedas serán las primeras en llevar signos nacionales.

### La Guerra Grande
La Guerra Grande fue uno de los hechos que más impactó en las emisiones: en ese contexto se desarrollaron los primeros intentos de acuñación del período clásico e impactó notablemente, limitando y en muchos casos cancelando las emisiones.
Este conflicto que comenzara en 1839 en territorio argentino, y que enfrentara al general Fructuoso Rivera y el general Manuel Oribe, se había trasladado desde 1842 al territorio de la República. El general Manuel Oribe irrumpe en territorio uruguayo y llega hasta la ciudad de Montevideo instalando un asedio a la capital que se conoció como el sitio de Montevideo. 
Instalado este sitio, se declaran dos gobiernos; por un lado, el llamado Gobierno de la Defensa, dirigido por Rivera e instalado en la ciudad (hasta el 13 de mayo de 1843 que asume Joaquín Suárez como Presidente), y el gobierno del Cerrito, dirigido por Oribe, que reclamaba la presidencia en el Cerrito de la Victoria.

## Primera acuñación nacional
A pesar de que la ley que autoriza esta acuñación data de 1839, los primeros trabajos para poder realizarla datan del 8 de mayo de 1840, fecha en la cual el grabador Agustín Jouve presenta una propuesta al Poder Ejecutivo para realizar dicha actividad. El Poder Ejecutivo acepta rápidamente la propuesta del grabador ya que era muy conveniente para el Estado, hecho que sucede el día 9 de mayo de ese mismo año. Inmediatamente Agustín Jouve comienza los trabajos pero se encuentra con múltiples problemas como, por ejemplo, la escasez de cobre y el alto precio que este tenía en el mercado de la época. Para solucionar el inconveniente y comenzar con la emisión el Estado accede a una propuesta de Jouve para indemnizarlo en un 32.5 % sobre los costos acordados en la propuesta inicial.
A pesar de esto solo se llegarían a acuñar la cantidad de $ 500 que fueron entregadas en dos partidas, una de $ 400 el día 3 de octubre y la restante el 7 de octubre de 1840, incumpliendo el contrato que establecía un monto de $ 20.000. Estas monedas son puestas en circulación rápidamente por el gobierno en el día 15 de octubre de 1840. Esta fecha se declaró en 1990 por decisión del Poder Ejecutivo "Día de la Numismática Nacional" para recordar así este hecho tan importante en la historia del Uruguay.
Estos trabajos se realizaron en un pequeño taller de la propiedad de Jouve, que se llamaba "Taller y Armería Jouve" y se encontraba ubicado en la calle 25 de mayo al 300.

### Características de las piezas acuñadas (5 y 20 cent. de 1840)
| Acuñaciones de 1840 | Acuñaciones de 1840 | Acuñaciones de 1840 | Acuñaciones de 1840                     | Acuñaciones de 1840 | Acuñaciones de 1840 | Acuñaciones de 1840 | Acuñaciones de 1840 | Acuñaciones de 1840 | Acuñaciones de 1840 | Acuñaciones de 1840 | Acuñaciones de 1840 |
| Imagen              | Imagen              | Valor               | Características                         | Características     | Características     | Características     | Características     | Características     | Características     | Características     |                     |
| Anverso             | Reverso             | Valor               | Ley                                     | Peso legal          | Peso Real           | Metal               | Módulo              | Canto               | Grabador            | Cantidad acuñada    |                     |
| ------------------- | ------------------- | ------------------- | --------------------------------------- | ------------------- | ------------------- | ------------------- | ------------------- | ------------------- | ------------------- | ------------------- | ------------------- |
|                     |                     | 5 cent.             | Ley N.º 208 del día 20 de junio de 1839 | 7,1 g               | 5,3 a 5,3 gramos    | cobre               | 24 mm               | Liso                | Agustín Jouve       | 6.000 (aprox.)      |                     |
|                     |                     | 20 cent.            | Ley N.º 208 del día 20 de junio de 1839 | 28,7 g              | 26,5 a 27,8 gramos  | cobre               | 37 mm               | Liso                | Agustín Jouve       | 18.500 (aprox.)     |                     |

- A la moneda de 5 cent. se le conoció popularmente como "cinquiño", proveniente del término portugués Cinquinho que correspondía a una moneda de plata del Rey Manuel de Portugal del valor de 5 reis.[4]

## La Casa de Moneda de Montevideo

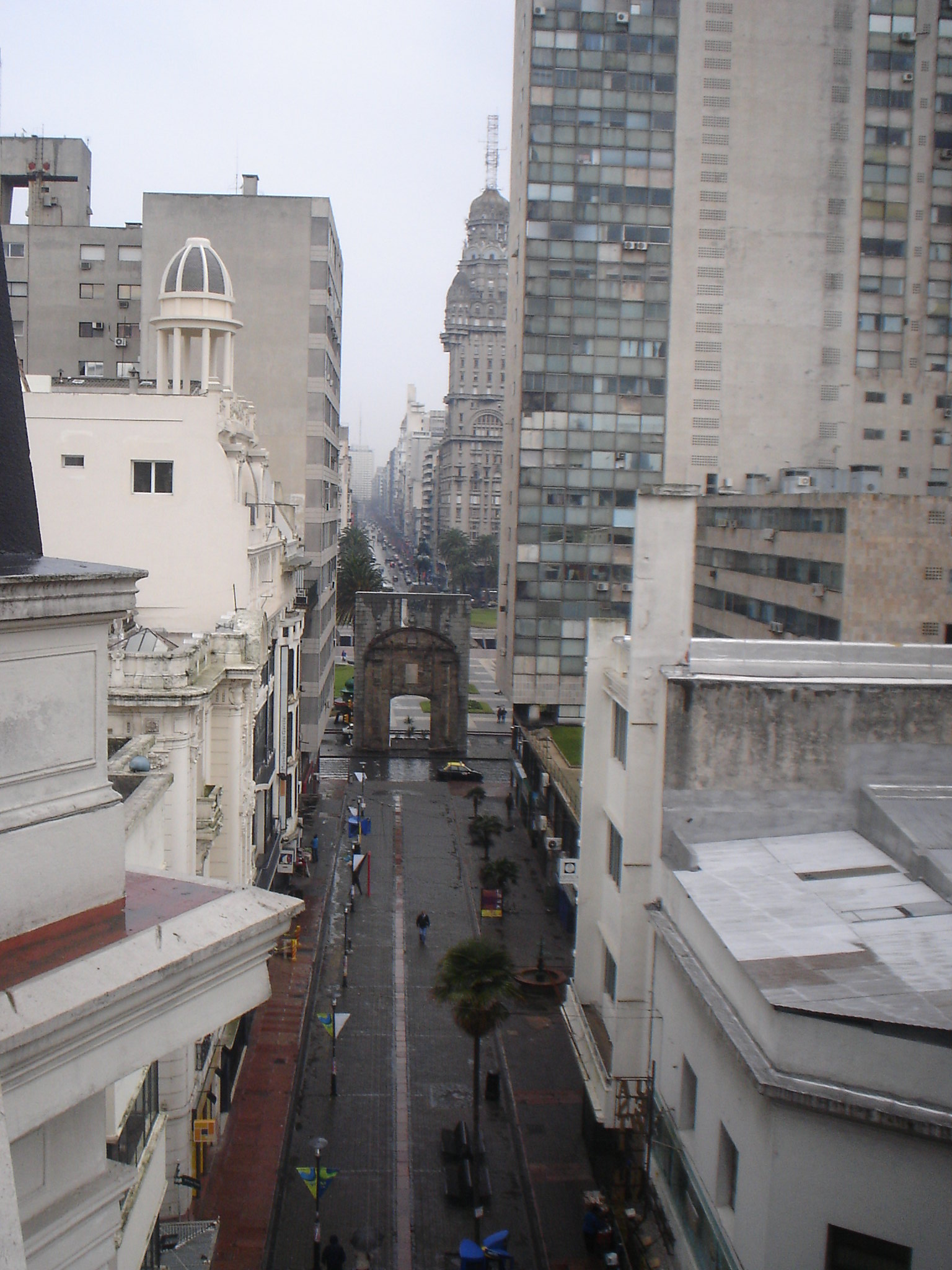
Imagen tomada desde la ubicación donde se encontraba la Casa de Moneda, calles Bartolomé Mitre y Sarandí, Montevideo (ángulo inf. derecho).

La Casa de Moneda de Montevideo o Casa de Moneda Nacional fue la institución encargada de la emisión oficial de monedas en la República Oriental del Uruguay en el período comprendido entre los años 1843 y 1855, aunque la actividad se interrumpió en varias ocasiones.
Fue creada con el objetivo de dar cumplimiento a las leyes N.º 254 y N.º 255 del 13 de diciembre de 1843, que facultaban al Gobierno a emitir monedas de 5, 20 y 40 centésimos de real (cobre) y Medio y Un Peso Fuerte (plata).
El mismo día en que fueron promulgadas dichas leyes, se realizaron las primeras pruebas acuñando monedas de 20 centésimos de real. A pesar de esto, la institución fue inaugurada oficialmente el 2 de febrero de 1844 por el entonces Jefe Político y de Policía de Montevideo, Andrés Lamas, instalándose en un pequeño taller en el edificio del Cuartel de Policía de la ciudad llamado Casa Central de Policía.

### Primer período de emisiones de la Casa de Monedas
Existen dos etapas bien diferenciadas en el primer período de la Casa de Moneda de Montevideo, las cuales detallan a continuación.

### Primera etapa
Esta etapa comienza con la acuñación de una pieza de 20 centésimos en la tarde del 13 de diciembre y se extiende hasta mediados de marzo de 1844 fecha en que la Casa de Moneda suspende las actividades. En este período la institución dependía del Jefe Político de la ciudad de Montevideo y tenía como director a Don Domingo Parpal y acuñó monedas de 20 centésimos de 1843, de 5, 20 y 40 centésimos de 1844 además de la magnífica pieza del Peso Fuerte o Peso del Sitio. Todas estas piezas fueron realizadas en el taller ubicado en la "Casa Central de Policía"

#### Primera emisión (20 cent de 1843)
Inmediatamente de promulgada la ley N.º 254 del 13 de diciembre de 1843, se realizan los primeros ensayos emitiendo monedas de 20 centésimos sobre los mismos cuños empleados por Agustín Jouve en 1839 a los cuales se les modificó la fecha de 1840 a 1843. Estas piezas tienen como característica que al haberse modificado la fecha el número 3 aparece forzoso. Estas piezas son las primeras emitidas por la Casa de Moneda Nacional.
| 20 centésimos de 1843 | 20 centésimos de 1843 | 20 centésimos de 1843 | 20 centésimos de 1843                   | 20 centésimos de 1843 | 20 centésimos de 1843 | 20 centésimos de 1843 | 20 centésimos de 1843 | 20 centésimos de 1843 | 20 centésimos de 1843           | 20 centésimos de 1843 | 20 centésimos de 1843 |
| Imagen                | Imagen                | Valor                 | Características                         | Características       | Características       | Características       | Características       | Características       | Características                 | Características       |                       |
| Anverso               | Reverso               | Valor                 | Ley                                     | Peso legal            | Peso Real             | Metal                 | Módulo                | Canto                 | Grabador                        | Cantidad acuñada      |                       |
| --------------------- | --------------------- | --------------------- | --------------------------------------- | --------------------- | --------------------- | --------------------- | --------------------- | --------------------- | ------------------------------- | --------------------- | --------------------- |
|                       |                       | 20 cent.              | N.º 254 del día 13 de diciembre de 1843 | 21,5 gramos           | 20 a 24,9 gramos      | cobre                 | 37 mm                 | Liso                  | Agustín Jouve (cuños adaptados) | 15.000 (aprox.)       |                       |

A esta moneda se le conoció con el nombre de "Vintén" que proviene de la expresión portuguesa "Vintem" que corresponde a una moneda con el valor de 20 réis de cobre.

#### Emisión 5, 20, 40 cent de 1844
Se emitieron durante toda la primera etapa de la Casa de Moneda. Fueron piezas que contribuyeron a dar solidez al desarrollo del comercio y contribuyeron a terminar con esa gran escasez de circulante que había en la nueva República.
| Acuñaciones de 1844 | Acuñaciones de 1844 | Acuñaciones de 1844 | Acuñaciones de 1844                     | Acuñaciones de 1844 | Acuñaciones de 1844 | Acuñaciones de 1844 | Acuñaciones de 1844 | Acuñaciones de 1844 | Acuñaciones de 1844 | Acuñaciones de 1844 | Acuñaciones de 1844 |
| Imagen              | Imagen              | Valor               | Características                         | Características     | Características     | Características     | Características     | Características     | Características     | Características     |                     |
| Anverso             | Reverso             | Valor               | Ley                                     | Peso legal          | Peso Real           | Metal               | Módulo              | Canto               | Grabador            | Cantidad acuñada    |                     |
| ------------------- | ------------------- | ------------------- | --------------------------------------- | ------------------- | ------------------- | ------------------- | ------------------- | ------------------- | ------------------- | ------------------- | ------------------- |
|                     |                     | 5 cent.             | N.º 254 del día 13 de diciembre de 1843 | 5,38 gramos         | 5,4 a 5,7 gramos    | cobre               | 24 mm               | Liso                | Agustín Jouve       | 6.000 (aprox.)      |                     |
|                     |                     | 20 cent.            | N.º 254 del día 13 de diciembre de 1843 | 21,5 gramos         | 21 gramos           | cobre               | 38 mm               | Liso                | Agustín Jouve       | 10.000 (aprox.)     |                     |
|                     |                     | 40 cent.            | N.º 254 del día 13 de diciembre de 1843 | 43 gramos           | 36 a 42 gramos      | cobre               | 38 a 42 mm          | Liso                | Agustín Jouve       | 65.000 (aprox.)     |                     |

- Para la pieza de 5 cent. se conocen hasta el momento cinco cuños diferentes.
- La moneda de 40 cent. fue la única acuñada en la Casa de Moneda con ese valor. Para su acuñación se utilizaron una cantidad de cuños que no se han determinado aún con exactitud, por lo que se conocen más de 20 variantes de esta pieza.

Una de estas variantes es la conocida como el "Sol de Cabellera", ya que en el anverso la cara del sol corresponde a un indígena de larga cabellera. Por su gran relieve es muy raro que se puedan encontrar ejemplares en buen estado, lo que la convierte en una pieza muy codiciada por los coleccionistas.

#### Peso del Sitio o Peso Fuerte
Esta pieza constituye la única moneda de plata que se acuñara en la Casa de Moneda de Montevideo, realizándose esta acuñación en un número sumamente reducido (poco más de 1.000) producto de la escasez de materiales. Esta escasez de materiales (provocado por el Sitio de Montevideo) pudo ser sorteada debido a que se recolectaron materiales dentro de la plaza sitiada. Se recolectaron mates, cucharas, bombillas, espuelas, etc. todos de plata provenientes de los ciudadanos, entre los que se encontraba el propio Andrés Lamas o personalidades como José Garibaldi o Isidoro de María. La plata recopilada, naturalmente impura, producto de las diferentes calidades de plata recolectadas, fue analizada por el experto químico Profesor Julio Antonio Lenoble, quien clasifica el material con un fino 10 1/2 dineros (0.875).

##### Características del Peso del Sitio
| Peso del Sitio o Peso Fuerte | Peso del Sitio o Peso Fuerte | Peso del Sitio o Peso Fuerte | Peso del Sitio o Peso Fuerte        | Peso del Sitio o Peso Fuerte | Peso del Sitio o Peso Fuerte | Peso del Sitio o Peso Fuerte | Peso del Sitio o Peso Fuerte | Peso del Sitio o Peso Fuerte | Peso del Sitio o Peso Fuerte | Peso del Sitio o Peso Fuerte | Peso del Sitio o Peso Fuerte |
| Imagen                       | Imagen                       | Valor                        | Características                     | Características              | Características              | Características              | Características              | Características              | Características              | Características              |                              |
| Anverso                      | Reverso                      | Valor                        | Ley                                 | Peso legal                   | Peso Real                    | Metal                        | Módulo                       | Canto                        | Grabador                     | Cantidad acuñada             |                              |
| ---------------------------- | ---------------------------- | ---------------------------- | ----------------------------------- | ---------------------------- | ---------------------------- | ---------------------------- | ---------------------------- | ---------------------------- | ---------------------------- | ---------------------------- | ---------------------------- |
|                              |                              | 1 peso.                      | N.º 254 del 13 de diciembre de 1843 | 27 gramos                    | 27 gramos                    | plata, fino 10 1/2 (dinero)  | 39 mm                        | cordoncillo                  | Agustín Jouve                | 1.000 (aprox.)               |                              |

- Se conocen algunas piezas acuñadas sobre monedas de otros países.
- Esta pieza circularía únicamente en Montevideo puesto que el 15 de febrero de 1844, desde su Cuartel General en el Cerrito de la Victoria, el general Manuel Oribe (jefe de las fuerzas que sitiaban Montevideo) prohíbe la circulación en todo el territorio de la República.

Es, sin lugar a dudas, una de las monedas más bellas del Monetario Clásico. Fue acuñada con similares características a las de un peso español. Se cree que fue acuñada más como elemento conmemorativo que para su circulación. Esta idea se basa en el buen estado en que han llegado los ejemplares hasta nuestra época (aunque no cabe duda de que algunos ejemplares circularon). A continuación se transcribe un pequeño pasaje del discurso de Andrés Lamas al Presidente de La República Joaquín Suárez con motivo de la inauguración de la Casa de Moneda Nacional.

"EXMO. SEÑOR: Tengo el honor de entregar a V.E. la primera moneda de plata destinada a la circulación, que se acuña en la Casa de Moneda Nacional. Esta Moneda Sr. Presidente, es monumental, y este monumento único hasta hoy en la margen oriental y occidental del Río de la Plata. Esta moneda es el símbolo más acabado, Sr. Presidente, del la Independencia Nacional. En todos los tiempos y en el derecho público de todas las naciones, acuñar monedas, ha sido una altísima prerrogativa del Imperio Independiente".

### Segunda etapa
La Casa de Moneda Nacional una vez fuera de actividad siguió dependiendo del Jefe Político de la ciudad de Montevideo, hasta el 27 de mayo de 1844, fecha en la cual pasa a depender del Ministerio de Hacienda (cargo que ocupara Andrés Lamas). El 20 de septiembre de 1844 se produciría la renuncia de Andrés Lamas al Ministerio de Hacienda provocada por un conjunto de denuncias que recibiera por irregularidades cometidas en la Casa de Monedas. Al frente de este ministerio quedaría Santiago Sayago quien ordenaría el 20 de octubre la apertura de la casa de moneda designando como director general a Juan de Bernade y Mederos.
Inmediatamente se inspeccionan los cuños existentes y se constata el pésimo estado que tienen los mismos, por lo que el director obtiene la autorización para mandar grabar nuevos. En este período únicamente se emitieron monedas de 40 centésimos con fecha de 1844 (como se vio anteriormente en Emisiones de 40 centésimos de 1844). Esta etapa de la Casa de Monedas se prolonga hasta mediados de enero de 1845 fecha en la cual se cierra definitivamente procediéndose a la devolución de los materiales de Agustín Jouve empleados hasta el momento.

### Segundo período de emisiones de la Casa de Monedas
En 1854 nuevamente se instala la Casa de Moneda Nacional (pero esta vez en el Fuerte de Gobierno) siendo nombrado como Director Don Juan Gard, cumpliendo funciones como grabadores Don Agustín Rivero y de ensayador Don Francisco Didión.
El 24 de junio de 1854 se promulgarían las leyes Nº414 y 418 por medio de las cuales se autoriza la acuñación de monedas de oro de 10, 20 y 40 reales junto con monedas de 5, 20 y 40 centésimos de cobre. La acuñación en oro nunca se llegó a realizar mientras que en cobre se emitieron solo monedas de 5 y 20 centésimos que llevan los años de 1854 y 1855.

#### Emisión 5 y 20 cent. de 1854
| Acuñaciones de 1854 | Acuñaciones de 1854 | Acuñaciones de 1854 | Acuñaciones de 1854                 | Acuñaciones de 1854 | Acuñaciones de 1854 | Acuñaciones de 1854 | Acuñaciones de 1854 | Acuñaciones de 1854 | Acuñaciones de 1854 | Acuñaciones de 1854 | Acuñaciones de 1854 |
| Imagen              | Imagen              | Valor               | Características                     | Características     | Características     | Características     | Características     | Características     | Características     | Características     |                     |
| Anverso             | Reverso             | Valor               | Ley                                 | Peso legal          | Peso Real           | Metal               | Módulo              | Canto               | Grabador            | Cantidad acuñada    |                     |
| ------------------- | ------------------- | ------------------- | ----------------------------------- | ------------------- | ------------------- | ------------------- | ------------------- | ------------------- | ------------------- | ------------------- | ------------------- |
|                     |                     | 5 cent.             | N.º 418 del día 24 de julio de 1854 | 5,38 gramos         | 5,2 gramos          | cobre               | 24 mm               | Liso                | Agustín Rivero      | 120.000 (aprox.)    |                     |
|                     |                     | 20 cent.            | N.º 418 del día 24 de julio de 1854 | 21,5 gramos         | 19,5 a 21,5 gramos  | cobre               | 38 mm               | Liso                | Agustín Rivero      | 50.000 (aprox.)     |                     |

- La pieza de 5 cent. tiene la peculiaridad que en el anverso presentan el número 4 del año 1854 "Forzoso", Esto llevaría a la conclusión de que se utilizaron los cuños empleados en 1840 o en 1844, pero estos no tienen las mismas características, siendo entonces un misterio este detalle.[12]

- Piezas de 20 centésimos con fecha de 1854 fueron acuñadas en 1855 una vez terminada la producción de estas últimas, siendo idénticas a las troqueladas en el año anterior.[12]

#### Emisión 5 y 20 cent. de 1855
| Acuñaciones de 1855 | Acuñaciones de 1855 | Acuñaciones de 1855 | Acuñaciones de 1855                     | Acuñaciones de 1855 | Acuñaciones de 1855 | Acuñaciones de 1855 | Acuñaciones de 1855 | Acuñaciones de 1855 | Acuñaciones de 1855 | Acuñaciones de 1855 | Acuñaciones de 1855 |
| Imagen              | Imagen              | Valor               | Características                         | Características     | Características     | Características     | Características     | Características     | Características     | Características     |                     |
| Anverso             | Reverso             | Valor               | Ley                                     | Peso legal          | Peso Real           | Metal               | Módulo              | Canto               | Grabador            | Cantidad acuñada    |                     |
| ------------------- | ------------------- | ------------------- | --------------------------------------- | ------------------- | ------------------- | ------------------- | ------------------- | ------------------- | ------------------- | ------------------- | ------------------- |
|                     |                     | 5 cent.             | Ley N.º 418 del día 24 de julio de 1854 | 5,38 gramos         | 5,2 a 5,4 gramos    | cobre               | 24 mm               | Liso                | Agustín Rivero      | 8.000 (aprox.)      |                     |
|                     |                     | 20 cent.            | Ley N.º 418 del día 24 de julio de 1854 | 21,5 gramos         | 20 a 21 gramos      | cobre               | 38 mm               | Liso                | Agustín Rivero      | 30.000 (aprox.)     |                     |

## Ensayos y marca de Ceca
Ninguna de las monedas acuñadas en el Período Clásico lleva marca que identifique su Ceca (marca de Ceca). Únicamente un ensayo acuñado por un valor de 40 reales de 1854 en cuyo reverso existe la impronta de una Mº que identificaría la Ceca de Montevideo. A continuación se detallan los ensayos realizados en dicha Ceca.

### 5 cent. de 1840
Existen muy pocos ejemplares conocidos de esta pieza, en la cual el cospel utilizado para su acuñación es más grueso que en el resto y su peso se aproxima mucho al peso legal. Es por esto que algunos numismático sostienen (basándose en los pocos ejemplares) que se trata de un ensayo, mientras otros (basándose en el peso de la pieza) sostienen que se trata de las primeras acuñadas por lo que posteriormente se redujo el cospel para economizar su producción.

### 20 cent. de 1843
Existe un único ejemplar en el Museo Histórico Nacional troquelado en plomo que corresponde a la primera prueba de la moneda de 20 centésimos tirada en la tarde del 13 de diciembre de 1843.

### 40 reales de 1854
La ley N.º 414 del 24 de junio de 1854 establecía la acuñación de monedas de oro de 40 reales (además de 10 y 20 reales) que nunca se llegó a realizar. Sin embargo se llegó a acuñar muy pocos ejemplares de la misma con un módulo de 22 mm y un peso de 7 gramos. Estas son las únicas piezas en llevar la marca de Ceca (Mº)

## Fin del período clásico
El período clásico culmina junto con el cierre definitivo de la Casa de Moneda de Montevideo el cual se produce al comienzo del segundo semestre de 1855 y, a partir de entonces, todas las monedas uruguayas han sido acuñadas en Casas de Monedas del exterior. Durante este período se acuñaron la cantidad de 328.500 piezas de cobre y solamente la cantidad de 1000 piezas de plata correspondientes al Peso de Sitio; no se llegaron a acuñar las monedas de oro. De este número de piezas llegan hasta el siglo XXI un número muy reducido, conociéndose, en el caso de algunas variantes, únicamente un ejemplar, por lo que hacen que sean las monedas más codiciadas del monetario uruguayo, no solo por la escasez de las mismas, sino por el gran valor histórico que poseen.